# Cosmos Engineering
Cosmos Engineering Company Limited war ein britischer Automobilhersteller, der von 1919 bis 1920 in Fishponds (Bristol) ansässig war. Konstrukteur war Roy Fedden. Die Markennamen lauteten Cosmos und CAR.
Der Cosmos 10.5 hp war ein Kleinwagen, der von einem Dreizylinder-Sternmotor mit einem Hubraum von 994 cm³ angetrieben wurde. Eine andere Quelle nennt 1206 cm³ Hubraum. Das luftgekühlte Aggregat entwickelte 16 bhp (11,8 kW) bei 2000 min−1. Der Radstand des Wagens betrug 2134 mm, seine Spurweite 1295 mm und sein Gewicht 305 kg. Nur wenige Exemplare wurden gefertigt.
Eine im selben Jahr entwickelte, vergrößerte Version des 10.5 hp sollte CAR heißen, schaffte es aber nicht mehr in die Serienfertigung.
Im darauffolgenden Jahr wurde Cosmos Engineering von der Bristol Aeroplane Company übernommen, die am von Fedden entwickelten Sternmotor interessiert war.

## Modelle
| Modell  | Bauzeitraum | Zylinder | Hubraum | Leistung         | bei Drehzahl | Radstand | Quelle |
| ------- | ----------- | -------- | ------- | ---------------- | ------------ | -------- | ------ |
| 10.5 hp | 1919–1920   | 3 Stern  | 994 cm³ | 16 bhp (11,8 kW) | 2000 min−1   | 2134 mm  | [ 3 ]  |